# Johann Eberhard Käfferlein
Johann Eberhard Käfferlein (* 5. Juli 1807 in Bayreuth; † 8. September 1888 in München) war ein deutscher Jurist, Politiker und Mitglied der Frankfurter Nationalversammlung.

## Leben
Johann Käfferlein studierte von 1826 bis 1829 Rechts- und Kameralwissenschaften in Erlangen und München. Anschließend wurde er zum Dr. iur. promoviert. Bereits vor seiner Studienzeit schloss er sich 1825 der Alten Erlanger Burschenschaft an, in München wurde er außerdem Mitglied der Burschenschaft Marcomannia München (1827).
Von 1831 bis 1837 war er in Hof und ab 1833 im Appellationsgericht in Bamberg Akzessist. Danach arbeitete er als Advokat zunächst am Landgericht Münchberg, ab 1846 am Landgericht Bayreuth.
Im Jahr 1848 war er als Abgeordneter für den Wahlkreis 1, Oberfranken (Bayreuth), im Frankfurter Paulskirchenparlament. Er schloss sich der Fraktion Württemberger Hof an.
Von 1851 bis 1858 war er Mitglied des Gemeindebevollmächtigtenkollegiums in Bayreuth, dem er ab 1852 vorstand. Ab 1853 war er außerdem Mitglied der Kammer der Abgeordneten des Bayerischen Landtags.
Später, ab 1862, war er als Notar und Hofrat in Bayreuth tätig, außerdem wurde er in diesem Jahr Vorsitzender der Notariatskammer Bayreuth.
1873 ging er in den Ruhestand in München.